# 조지 앨릭 에핀저
조지 앨릭 에핀저(George Alec Effinger, 1947년 - 2002년)는 미국의 SF 소설가이다.
1970년부터 작품 활동을 시작해 이십 편의 SF 장편 소설과 여섯 권의 단편집을 썼으며, 두 권의 범죄 소설을 썼다.
대표작은 21세기의 중동을 무대로 한 마리드 오드란(Marîd Audran)이 주인공인 장편 3부작으로, 사이버펑크와 하드보일드의 성공적인 결합이라고 평가받고 있다. 시리즈 첫 작 『중력이 사라질 때』는 1991년 『순환의 끝 (Circuit's Edge)』이란 제목의 게임으로 제작되기도 했다.

## 작품 목록

### 장편
- What Entropy Means to Me (1972년)
- Relatives (1973년)
- Felicia (1976년)
- Those Gentle Voices (1976년)
- Death in Florence (1978년)
- Heroics (1979년)
- The Wolves of Memory (1981년)
- The Nick of Time (1985년)
- The Bird of Time (1986년)
- 중력이 사라질 때(When Gravity Fails) (1987년)
- Shadow Money (1988년)
- A Fire in the Sun (1989년)
- The Zork Chronicles (1990년 (컴퓨터 게임 Zork의 노벨라이즈)
- The Exile Kiss (1991년)
- Look Away (1990년)
- Nights of Doubt and Sorrow (미완. 일부가 단편집『Budayeen Nights』에 수록)

### 대한민국에 번역된 작품
- 느리게, 느리고 뜨겁게

『플레이보이 SF 걸작선 2(황금가지, 2002년』수록